# Eugenia arenaria
Eugenia arenaria är en myrtenväxtart som beskrevs av Jacques Cambessèdes. Eugenia arenaria ingår i släktet Eugenia och familjen myrtenväxter. Inga underarter finns listade i Catalogue of Life.